# Bobby Falta
Bobby Falta (* 1941 in Salzburg) ist ein deutscher Jazzgitarrist.

## Leben
Falta, der seit 1945 in Memmingen lebt, ist als Gitarrist von Barney Kessel und Wes Montgomery beeinflusst. Er spielte zunächst mit Joseph Reinhardt und dann in unterschiedlichen Gruppen mit Schnuckenack Reinhardt. Er wurde insbesondere mit dessen Quintett bekannt, dessen Mitbegründer er 1967 war und in dem er seit 1972 als Sologitarrist wirkte. 1975 verließ er dieses Quintett, um dann mit Zipflo Reinhardt, Pony Poindexter, Frank St. Peter, Wolfgang Lackerschmid, Wolfgang Lauer und Ingo Hirt zu arbeiten. Gemeinsam mit seinem Sohn Lancy (* 1965) spielt er im Gitarrenduo, das 1994 den Kulturpreis der Stadt Memmingen erhielt, und erweitert um Peter Bockius im Trio. Daneben betreibt er einen Altwaren- und Antiquitätenhandel.

## Diskographische Hinweise
- Lancy Falta Gypsy Stream (Bayla 2007)